# Afromelanichneumon insignis
Afromelanichneumon insignis là một loài tò vò trong họ Ichneumonidae.